# 大河ラジオだ ブシロード
大河ラジオだ ブシロード（たいがラジオだ ブシロード）はラジオ大阪で放送されたラジオ番組。
「BRO Radio」内（コンプレックス番組、前半の同番組と後半の「エンジェルLOVE」で計1時間枠）で2004年10月2日（1日深夜）から2005年3月26日(25日深夜）まで全26回放送された。

## 放送概要
- 「熱風海陸ブシロード」と連動したラジオ番組
- パーソナリティは鳥海浩輔（カズサ=シン役）、鈴木千尋（マエダ=カガト役）、サエキトモ（ハシバ=ヒナタ役）

サエキが2005年（平成17年）2月、心臓疾患（正確には発作性上室性頻拍症と言い、前からその持病と付き合っていた）の治療に専念。そのため、2005年2月25日～26日放送分（第22回）から一時降板を余儀なくされた。そして、改編期までの残り5週は、代役（補充）は全く立てず、2人でやることに。さらに、追撃ちをかけるかのように5週後、サエキ離脱中のまま（本人のメッセージもないまま、花束も受け取れないままという形で）番組終了。斉藤明（鳥海が声を変えている人物）がサエキ離脱中ちょくちょく来ていたらしい。

## コーナー
- 本日のfirst impact
- お先に天下聖覇しちゃいました～
- ホストクラブ 武士
- 熱風海陸ブシロードTales of Times Now Past（ラジオドラマ）

## ネット局
| 放送対象地域 | 放送局     | 放送日時                     | 系列 | 遅れ       |
| ------------ | ---------- | ---------------------------- | ---- | ---------- |
| 近畿広域圏   | ラジオ大阪 | 土曜 0:00 - 0:30（金曜深夜） | NRN  | 製作局     |
| 関東広域圏   | 文化放送   | 土曜 2:00 - 2:30（金曜深夜） | NRN  | 遅れネット |
| 中京広域圏   | 東海ラジオ | 日曜 1:00 - 1:30（土曜深夜） | NRN  | 遅れネット |

| ラジオ大阪 土曜日 0:00 - 0:30                              | ラジオ大阪 土曜日 0:00 - 0:30                                       | ラジオ大阪 土曜日 0:00 - 0:30                                                         |
| 前番組                                                     | 番組名                                                              | 次番組                                                                                |
| ---------------------------------------------------------- | ------------------------------------------------------------------- | ------------------------------------------------------------------------------------- |
| でじこのうっかりパニック! （にょ BROCCOLI GAMERS RADIO枠） | 大河ラジオだ ブシロード （BRO Radio枠） ※ここまでブロッコリー提供枠 | お笑い！ネタとこ勝負！～ハイパー ↓ オーケイスポーツトーク ↓ ミエノのタタキ!ヒトミ添え |
| 文化放送 金曜日 2:00〜2:30                                 |                                                                     |                                                                                       |
| でじこのうっかりパニック! （にょ BROCCOLI GAMERS RADIO枠） | 大河ラジオだ ブシロード （BRO Radio枠）                             | 週刊レディオSEED DESTINY                                                              |